# Franz-Peter Hofmeister
Franz-Peter Hofmeister (Kerpen, República Federal Alemana, 5 de agosto de 1951) es un atleta alemán retirado, especializado en la prueba de 4x400 m en la que llegó a ser medallista de bronce olímpico en 1976.

## Carrera deportiva
En los JJ. OO. de Montreal 1976 ganó la medalla de bronce en los relevos 4x400 metros, con un tiempo de 3:01.98 segundos, llegando a meta tras Estados Unidos (oro) y Polonia (plata), siendo sus compañeros de equipo: Lothar Krieg, Harald Schmid y Bernd Herrmann.